# Centro de Estudios Benaventanos Ledo del Pozo
El Centro de Estudios Benaventanos "Ledo del Pozo"(CEB) es una entidad creada en 1990 para la investigación, promoción, divulgación y difusión de los valores históricos, artísticos y culturales relativos a Benavente (Zamora) y su comarca. Es entidad autónoma, sin ánimo de lucro e integrada por socios.

### Denominación
El nombre del centro es un homenaje y reconocimiento al historiador José Ledo del Pozo  quien escribió la primera historia de Benavente, Historia de la nobilísima villa de Benavente, con la antigüedad de su ducado, principio de su condado, sucesión y hazañas heroicas de sus condes.

### Historia

#### Origen
El centro se crea en 1990 como respuesta a las inquietudes culturales de un grupo de personas y colectivos locales, en febrero la Junta Gestora elabora los estatutos, se registran y presentan para su legalización. El ámbito territorial es Benavente y su comarca, entendida esta dentro de las áreas culturales, mercantiles y de cualquier tipo, como pueden ser las que abarcaba la antigua jurisdicción del Condado de Benavente.

#### Cronología
- 1989, publicación de la revista BRIGECIO, estudios de Benavente y sus tierras, que constituyó el punto de partida del desarrollo de CEB,  en el prólogo se ponen de manifiesto, orígenes históricos, ámbito de estudio, ilusiones, deseos, solicitud de colaboraciones y una clara intencionalidad de permanencia.[3]

- 1990, los estatutos[4] son aprobados y registrados el 24 de mayo, Registro Municipal número 32 y Provincial número 667. En la primera Junta Directiva se acuerda el nombre de “Ledo del Pozo” para el Centro y “Brigecio” para la revista.[5]
- 1994,
  - El CEB es considerado como “Asociación de interés municipal”.
  - En el mes de septiembre entra a formar parte, de la CECEL, Confederación Española de Centros de Estudios Locales,[6] vinculada al Consejo Superior de Investigaciones Científicas,  pertenecer a la CECEL supone, además de poder utilizar las siglas del CSIC en sus publicaciones, asistir a la Asamblea General de este organismo y recibir algunas de las publicaciones anuales de los más de 60 centros de estudios pertenecientes a la misma.

- 2001, se reforman los Estatutos para dar cabida a cinco vocales consultivos, con voz pero sin voto, que representarán a la Diputación de Zamora, al Ayuntamiento de Benavente y a la Obra Social de las entidades financieras.
- 2004,  El CEB firma un convenio de colaboración con el Excmo. Ayuntamiento de Benavente por el que entre otros aspectos, se le facilita un despacho en el Centro Cultural “Soledad González”, como lugar de reunión, oficina y archivo, con el fin de facilitar el normal desarrollo de sus actividades. Se inician Las Becas de Investigación Ledo del Pozo.
- 2015, Conmemoración de los 25 años del CEB  "Ledo del Pozo". Se han promovido y financiado, por primera vez, dos conciertos de música[7] con idea de continuidad.
- 2016, Se reúne por primera vez en Benavente, el 23, 24 y 25 de septiembre, la Asamblea General de la CECEL, Confederación Española de Centros de Estudios Locales a la que acudieron representantes de los centros asociados de toda España, la celebración de la asamblea se completó con un variado programa de actividades.[8][9]
- 2018, Se firma con el Ayuntamiento de Benavente, el 12 de mayo, la recepción y entrega de los bienes arqueológicos reflejados en el documento “Inventario y catalogación de la colección de materiales arqueológicos de D. Nicasio Rodríguez Durán”. Los hechos se remontan a 2005 cuando los hijos y herederos de D. Nicasio Rodríguez Durán hicieron entrega de la colección en régimen de comodato al Centro de Estudios Benaventanos “Ledo del Pozo”, con el objetivo de  colaborar para el disfrute público de la colección. El  Ayuntamiento de Benavente y el Centro de Estudios Benaventanos “Ledo del Pozo” manifestaron su voluntad e interés por que este patrimonio pueda acabar formando parte de un futuro museo en Benavente.[10][11][12]

#### Organización
La Junta Directiva es el órgano ejecutivo del CEB, según lo establecido en los estatutos, adopta las decisiones necesarias para la ejecución de las actividades acordadas.
Asamblea de socios, se reúne anualmente, la Junta Directiva rinde cuentas de su gestión, y se somete a aprobación el proyecto de actividades para el año siguiente. 
El desarrollo de todas las actividades se lleva a cabo por el trabajo desinteresado de los miembros de la Junta Directiva, colaboradores y socios.
La financiación necesaria para poder cumplir con sus fines específicos y realizar las actividades, procede de:
- Las cuotas de los socios.
- Las subvenciones del Ayuntamiento de Benavente[13] y de la Diputación de Zamora.
- Aportaciones de entidades privadas.

### Actividades
```
Las actividades culturales, son amplias y variadas y se extiende en el tiempo durante todo el año, tales como congresos, jornadas, mesas redondas, seminarios, ciclos de conferencias, exposiciones, viajes culturales, adquisiciones patrimoniales, conciertos de música, restauración del patrimonio histórico, etc.
[
14
]
```

#### Editorial
- La revista BRIGECIO Estudios de Benavente y sus tierras, de periodicidad anual, es la enseña del CEB, y sus artículos versan sobre investigaciones, información histórica, patrimonio natural, patrimonio cultural, lingüística y filología, arte, ferias y fiestas, documentos.[15]
- Libros, divididos en categorías, tales como actas y congresos, cuadernos benaventanos, discursos, exposiciones y catálogos, facsímiles, fuentes documentales, monografías, patrimonio y medio ambiente.[16]

#### Becas
En 2004 comienza la convocatoria de las "Becas de Investigación Ledo del Pozo", con dotación económica y con un ámbito de Benavente y su tierra. Habiendo sido convocadas: 
1. La primera fue para el proyecto de inventario y catalogación del archivo del Hospital de la Piedad de Benavente.
2. La segunda elabora la historia del Ilustre Colegio Oficial de Veterinarios de Zamora.
3. La tercera se ocupa del inventario y catalogación del fondo documental del Pósito y Obra Pía de Fuentes de Ropel.
4. La cuarta fue para la transcripción y, posterior, edición y estudio de las Respuestas Generales del Catastro de Ensenada de los más de 120 entidades de población y despoblados que conformaban las merindades de Benavente a mediados del siglo XVIII.[18]
5. La quinta va destinada a la elaboración el Catálogo Monumental de Benavente y su Tierra.[19]

#### Recuperación del patrimonio
Dentro de este apartado iniciado en 2016, se trata de poner en valor el patrimonio local, mediante la restauración de piezas históricas. El CEB ha empezado por cuatro cuadros del siglo XVIII y pertenecientes al Patronato del Hospital de la Piedad :  Ecce Homo , Virgen de los Desamparados, Santa Cecilia, Santa Catalina.
Exposiciones
2018, MODELO PARA ARMAR. La colección "Nicasio Rodríguez Duran" un legado para Benavente.

#### Conferencias, Jornadas y Viajes culturales
- Jornadas "Lácteos, hacia una sociedad más saludable",  con la participación de investigadores del Consejo Superior de Investigaciones Científicas (CSIC), siendo inauguradas por la investigadora benaventana Manuela Juárez Iglesias.[26]

Las jornadas se estructuraron en cinco conferencias y coloquios: - "Los lácteos en la historia: antropología y sociedad" por Pedro Valentín-Gamazo de Cárdenas, Responsable de I+D de Organización Interprofesional Láctea (INLAC), - "Lácteos y salud" por Manuela Juárez Iglesias, profesora de Investigación "ad honorem" del CSIC, - "Grasa de leche. Nuevo paradigma" por Javier Fontecha Alonso, Investigador del CSIC, -"Nuevos productos: los lácteos funcionales" por Manuela Juárez Iglesias, - "Gastronomía y lácteos. Los quesos" por Pedro Mario Pérez Alonso, chef del Restaurante “El Ermitaño” de Benavente. Las jornadas concluyeron con degustación de quesos de la tierra.

#### Conciertos
Los conciertos de música clásica se realizan en edificios históricos de especial interés, tales como El Claustro del Hospital de la Piedad y la Iglesia de Santa María del Azogue.

#### Colaboraciones
La relevancia alcanzada por el CEB en la comarca y en la provincia hace que sea solicitada su colaboración para participar en diferentes eventos, como las Jornadas sobre los Beatos de Tábara promovidas por el Archivo Histórico Nacional.

#### Biblioteca
Las publicaciones realizadas por el centro y el intercambio de libros entre los centros de estudios pertenecientes a la CECEL  ha permitido al Centro de Estudios Benaventanos Ledo del Pozo la formación de un fondo bibliográfico que está a disposición e integrado dentro de la Biblioteca Municipal de Benavente.